# Agabus klamathensis
Agabus klamathensis är en skalbaggsart som beskrevs av Helen K. Larson och John Henry Leech 1989. Agabus klamathensis ingår i släktet Agabus och familjen dykare. Inga underarter finns listade i Catalogue of Life.